# Samantha Warriner
Samantha Warriner (Alton, 1 augustus 1971), bijgenaamd Spammy of Wazza, is een professioneel Nieuw-Zeelands triatlete en aquatlete. Ze werd tweemaal wereldkampioene op de aquatlon.
Warriner deed in 2004 mee aan de eerste triatlon op de Olympische Zomerspelen van Athene. Ze behaalde een 18e plaats in een tijd van 2:08.42,07. Vier jaar op de Olympische Spelen van 2008 in Peking werd ze 16e in 2:02.13,60.
Haar beste triatlonprestatie behaalde ze in 2006. Toen werd ze tweede bij de triatlon op de Gemenebestspelen met een tijd van 1:58.38,86. In 2011 stapte ze over op de lange afstand en won de Ironman New Zealand in 9:28.24.

## Titels
- Wereldkampioene aquatlon - 2004, 2009
- Oceanisch kampioene triatlon - 2003

## Prijzen
- ITU wereldbeker triatlon - 2008

## Palmares

### aquatlon
- 2002: 28e WK in Cancún
- 2003: 25e WK in Queenstown
- 2004:  WK in Madeira
- 2009:  WK in Gold Coast

### triatlon
korte- en middellange afstand
- 2002: 5e ITU wereldbekerwedstrijd in Tiszaujvaros
- 2002: 28e WK olympische afstand in Cancún - 2:08.05
- 2003: 28e WK olympische afstand in Queenstown - 2:12.46
- 2003: 8e ITU wereldbekerwedstrijd in Makuhari
- 2003: 7e ITU wereldbekerwedstrijd in Edmonton
- 2003: 10e ITU wereldbekerwedstrijd in Geelong
- 2003: 10e ITU wereldbekerwedstrijd in Tongyeong (zonder zadel)
- 2004: 18e Olympische Spelen van Athene - 2:08.42,07
- 2004:  ITU wereldbekerwedstrijd in Edmonton
- 2004: 14e ITU wereldbekerwedstrijd in Madrid
- 2004:  internationale triatlon van Caledon
- 2004: 13e WK olympische afstand in Funchal - 1:55.07
- 2005: 16e WK olympische afstand in Gamagori - 2:02.37
- 2006:  Salford
- 2006:  ITU Triathlon World Cup in Hamburg
- 2006:  Gemenebestspelen van Melbourne - 1:58.38
- 2006: 17e WK olympische afstand in Lausanne - 2:07.16
- 2007: 12e Hy-Vee Triathlon & ITU BG World Cup - 2:08.01
- 2007:  Tiszaujvaros BG Triathlon World Cup
- 2007: 11e WK olympische afstand in Hamburg - 1:55.33
- 2008:  WK olympische afstand in Vancouver - 2:02.32
- 2008: 16e Olympische Spelen van Peking -2:02.13,60
- 2009:  Ironman 70.3 Nieuw-Zeeland - 4:10.47
- 2009:  Ironman 70.3 Australia - 4:14.33
- 2009: 7e Ironman 70.3 California - 4:32.57
- 2009: 7e ITU wereldbekerwedstrijd in Madrid - 2:06.44
- 2009: 8e ITU wereldbekerwedstrijd in Tongyeong - 2:04.08
- 2009: 29e ITU wereldbekerwedstrijd in Gold Coast - 2:04.02
- 2009:  Port of Tauranga Half Ironman - 4:10.47
- 2009:  Ironman 70.3 Geelong - 4:14.33
- 2009:  Ironman 70.3 Steelhead - 4:17.57
- 2010:  Port of Tauranga Half Ironman - 4:17.04
- 2010: 4e Ironman 70.3 Geelong - 4:23.01
- 2010: 9e Ironman 70.3 California
- 2010:  Ironman 70.3 New Orleans - 4:16.44
- 2010:  Ironman 70.3 St. Croix - 4:42.28
- 2010:  Eagleman Ironman 70.3 - 4:20.01
- 2010:  Ironman 70.3 Racine - 4:17.42
- 2010:  Ironman 70.3 Lake Stevens - 4:29.09
- 2010:  Ironman 70.3 Austin - 4:22.01
- 2011:  Ironman 70.3 New Orleans - 3:41.31
- 2011:  Eagleman Ironman 70.3 - 4:23.02
- 2011: 5e UK Ironman 70.3 - 5:09.35
- 2011:  Ironman 70.3 Syracuse - 4:33.31
- 2011:  Ironman 70.3 Port Macquarie - 4:29.50
- 2011:  Tinman Triathlon in  Honolulu - 2:07.15
- 2013: 5e Ironman 70.3 Luxemburg - 4:33.01
- 2013: 10e Ironman 70.3 Lanzarote - 5:07.43
- 2013: 73e WK olympische afstand - 213 p
- 2015:  Ironman 70.3 Dublin

lange afstand
- 2011:  Ironman New Zealand - 9:28.24
- 2011: 5e Ironman Germany - 9:18.04
- 2011: 19e Ironman Hawaii - 9:43.25

1998: Rina Hill ·
1999: Rina Hill ·
2000: Pilar Hidalgo ·
2001: Siri Lindley ·
2002: Sandra Soldan ·
2003: Carla Moreno ·
2004: Samantha Warriner ·
2005: Sheila Taormina ·
2006: Sara McLarty ·
2007: Sarah Groff ·
2008: Claudia Rivas ·
2009: Samantha Warriner ·
2010: Margit Vanek ·
2011: Liz May ·
2012: Nicky Samuels ·
2013: Irina Abysova ·
2014: Anneke Jenkins ·
2015: Anastasia Abrosimova